# Горенка (річка)
Го́ренка — мала річка у північно-західній частині Києва і частково за його межами, що разом з її притокою Котуркою охоплює з обох боків Пущу-Водицю. Впадає в Ірпінь за кілька кілометрів після місця злиття з Котуркою. Довжина Горенки 12 км.

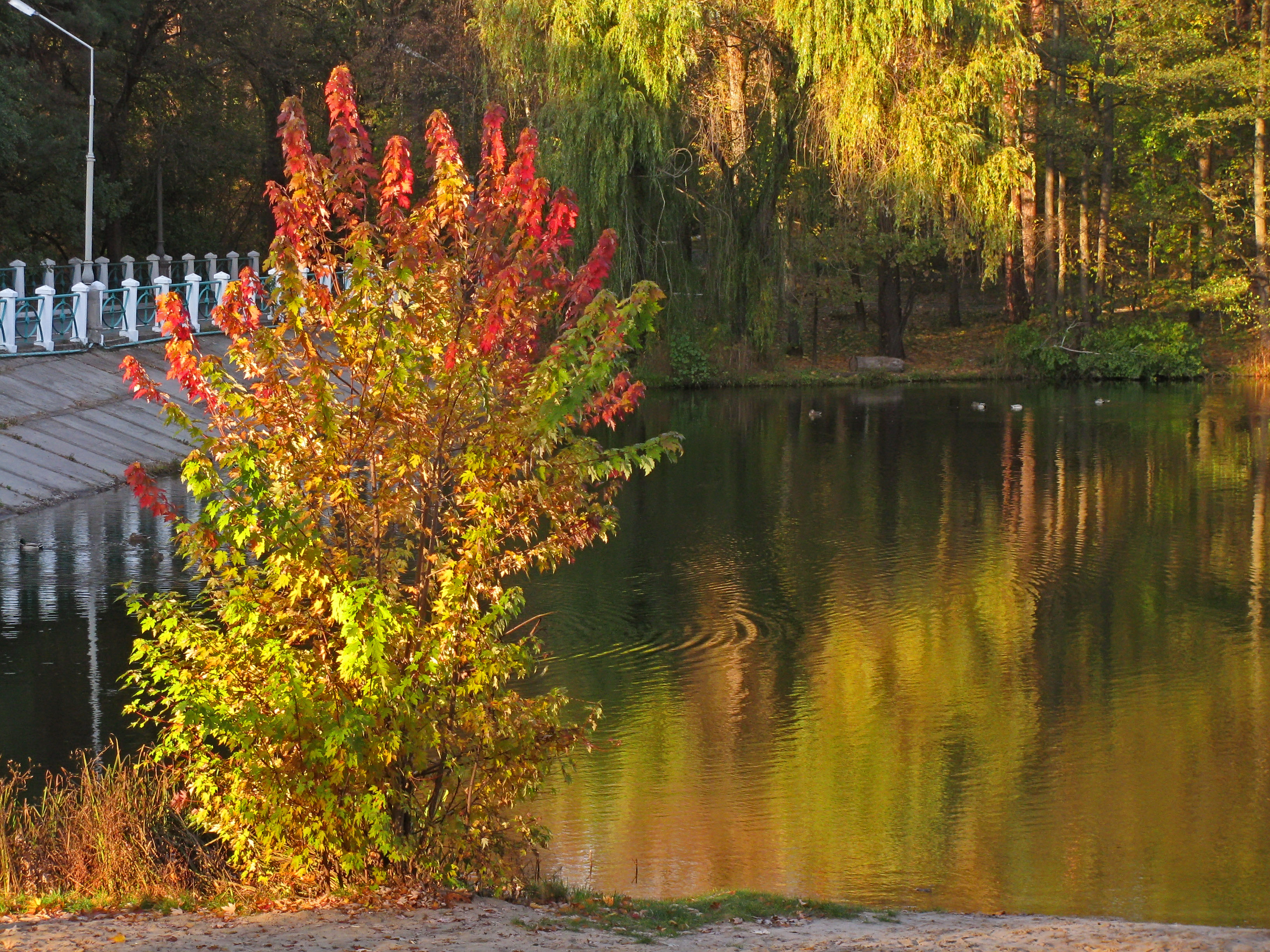
Сапсаїв Став.

На кожній із згаданих річок влаштовано каскад ставків, найбільший з яких, Сапсаїв Став, завдовжки майже 1 км. Ставки впорядковані, на найбільших влаштовані пляжі. Тут розташований санаторний комплекс «Пуща-Озерна».
Біота.
У річці Горенка зареєстровано 19 видів риб. Найбільш типовими представниками є плітка, пічкур звичайний, щипавка звичайна, верховка, бичок тупоносий західний. Також трапляються гірчак європейський, карась китайський, краснопірка, щука, верховодка, бичок пісочник, в'юн звичайний 
Серед макробезхребетних розповсюджені бабки (красуня блискуча, тонкочеревець криваво-червоний, коромисло мале), молюски (ставковик вухатий, ставковик звичайний, жабурниця річкова, перлівниця звичайна), водяний віслючок, клопи, жуки-плавунці. 
На зарегульованих ділянках річки Горенка мешкають водно-болотні птахи: крижень, баклан великий, рибалочка, водяна курочка, крячок річковий, мартин звичайний. У заболочених ділянках синьошийкка, очеретянка велика, чепура велика.